# Deportarea românilor în Uniunea Sovietică
Deportarea românilor în Uniunea Sovietică a fost o parte a politicii staliniste de epurare etnică a "naționalităților străine (neruse)" ("инонациональностей") din zonele învecinate frontierelor URSS-ului. Deportații erau mutați în așa numitele "așezări speciale" (спецпоселения). 
În perioada 12 – 13 iunie 1941, cu doar puțin timp înaintea declanșării Operațiunii Barbarossa, au fost deportați 30.000 de membri ai familiilor "contrarevoluționarilor și naționaliștilor" din regiunile Cernăuți și Izmail (în momentul respectiv în componența RSS Ucrainene) și din RSS Moldovenească, în RSS Kazahă, RSSA Komi, ținutul Krasnoiarsk și regiunile Omsk și Novosibirsk. 
În timpul celui de-al doilea război mondial, deoarece România s-a alăturat Germaniei Naziste în războiul antisovietic, au fost deportați și alți români, alături de alte grupuri etnice din Crimeea și Caucazul de Nord. În iunie 1942, românii și câteva alte naționalități au fost deportați din ținutul Krasnodar și regiunea Rostov. 
Soarta deportaților basarabeni a fost descrisă în memoriile lui Eufrosinia Kersnovskaia.

## Prizonierii de război români în URSS
Din a doua jumătate a războiului, un mare număr de prizonieri de război români au muncit în diferite lagăre de muncă, pe întreg teritoriul sovietic. 
În aprilie 1946, Viaceslav Molotov declara că, în 1945, au fost repatriați 61.662 prizonieri români de război, 20.411 se oferiseră voluntari în diviziile românești încadrate în Armata Roșie (Divizia Tudor Vladimirescu, Divizia Horia, Cloșca și Crișan) și aproximativ 50.000 erau condamnați în lagăre de muncă. 